# 国立病院機構別府医療センター
独立行政法人国立病院機構別府医療センター（どくりつぎょうせいほうじんこくりつびょういんきこうべっぷいりょうセンター）は、大分県別府市に所在する独立行政法人国立病院機構運営の病院である。旧国立別府病院。政策医療分野におけるがん、精神疾患、成育医療、免疫異常、骨・運動器疾患の専門医療施設である。地域医療支援病院の承認、エイズ治療拠点病院の指定を受ける。看護学校を併設する。大分県に3つある国立病院機構の病院のうちの一つである。

## 沿革
- 1925年（大正14年）1月18日 - 亀川海軍病院として創設。
- 1935年（昭和10年）4月1日 - 速見郡亀川町が別府市に編入されたため、別府海軍病院に名称変更。
- 1945年（昭和20年）12月1日 - 厚生省に移管され、国立亀川病院となる。
- 1950年（昭和25年）7月1日 - 国立別府病院（元陸軍病院）、国立別府温泉病院（元傷痍軍人別府温泉保養所）と統合し、国立別府病院となる。旧国立別府病院は田の湯病棟、旧国立別府温泉病院は温泉病棟となった。
- 1952年（昭和27年）11月30日 - 温泉病棟を厚生省社会局（国立重度障害者センター）に移管。
- 2001年（平成13年）12月1日 - 地域医療研修センター開設。
- 2004年（平成16年）4月1日 - 国立病院の独立行政法人化に伴い、独立行政法人国立病院機構別府医療センターとなる。
- 2006年（平成18年）10月5日 - 地域医療支援病院の承認を受ける。

## 診療科
- 総合診療科
- 循環器内科
- 腎臓内科
- 消化器内科
- 糖尿病・代謝内科
- 神経内科
- 呼吸器内科
- リウマチ・リハビリテーション科
- 小児科
- 放射線科
- 精神科
- 外科（消化器外科・一般外科・小児外科）
- 呼吸器外科
- 心臓血管外科
- 乳腺外科
- 整形外科
- 脳神経外科
- 産婦人科
- 皮膚科
- 泌尿器科
- 眼科
- 耳鼻咽喉科
- 麻酔科
- 救急科

## 交通アクセス
- 鉄道・バス：JR九州日豊本線亀川駅・別府駅より亀の井バスで別府医療センター前下車
- 自動車：大分自動車道別府ICより約10分